# Arlo Guthrie
Pour les articles homonymes, voir Guthrie.
Arlo Guthrie est un musicien américain, fils de Woody Guthrie et de Marjorie Mazia Guthrie, né le 10 juillet 1947 à Brooklyn, New York.

## Biographie
Arlo Guthrie naît à Brooklyn, New York. Il est le fils du chanteur folk et compositeur Woody Guthrie et de Marjorie Mazia Guthrie, danseuse professionnelle, figurante à la Martha Graham Company et fondatrice du Comité pour combattre la maladie de Huntington (maladie ayant provoqué la mort de Woody en 1967).
Ayant reçu le diplôme de l'école de Stockbridge au Massachusetts en 1965, il passe ensuite très rapidement au Rocky Mountain College.
Comme chanteur, compositeur de chansons et éternel militant politique, Arlo suit tout au long de sa carrière la route de son légendaire père.
Il écrit la chanson Alice's Restaurant Massacree en 1967, une critique satirique du service militaire obligatoire aux États-Unis au moment de la guerre du Viêt Nam, dans le style humoristique des hippies. Il s'agit d'une histoire vraie, vécue en 1965 : Arlo et un ami avaient vidé les poubelles de leurs amis Alice et Ray en les jetant en bas d'une colline. Arrêtés par l'officier Obie, ils durent comparaître devant le juge, ramasser les déchets et payer une amende de cinquante dollars. À la fin de l'histoire de la chanson, Arlo ne peut pas servir dans l'armée à cause de son passé de délinquant. En 1969, il joua son propre rôle dans le film Alice's Restaurant tiré de l'histoire dans la chanson et mis en scène par Arthur Penn.
Il participe le 15 août 1969 au festival de Woodstock où il interprète son plus célèbre titre Coming into Los Angeles. Il se fait un prénom grâce à ce titre qui incarne l'état d'esprit hippie.
Il rend populaire City of New Orleans, morceau de Steve Goodman, qui est la version originale de Salut les amoureux chanté en français par Joe Dassin.
Il reçoit le Peace Abbey Courage of Conscience Award le 26 septembre 1992.
Depuis, Arlo Guthrie poursuit sa carrière et fait, fin 2006, une série de concerts en Allemagne avec Hans-Eckardt Wenzel, musicien et poète allemand.
Une de ses filles, Sarah Lee Guthrie, chante aux côtés de Johnny Irion ; une autre, Cathy Guthrie est la moitié du groupe Folk Uke, avec Amy Nelson, fille de Willie Nelson.

## Discographie
- 1967 : Alice's Restaurant (Reprise), utilisée plus tard dans le film homonyme d'Arthur Penn étant une adaptation
- 1968 : Arlo
- 1969 : Running down the Road (Warner) avec Ry Cooder produit par Lenny Waronker et Van Dyke Parks
- 1969 : Washington County (Warner) avec Ry Cooder produit par Lenny Waronker
- 1972 : Hobo's Lullaby
- 1973 : Last of Brooklyn cowboys avec Ry Cooder produit par Lenny Waronker
- 1974 : Arlo Guthrie (Warner) avec Ry Cooder, Jim Keltner, Chris Ethridge..
- 1975 : Together in Concert (Live with Pete Seeger)
- 1976 : Amigo
- 1977 : The Best of Arlo Guthrie (compilation)
- 1978 : One Night (with Shenandoah)
- 1979 : Outlasting the Blues (with Shenandoah)
- 1981 : Power of Love
- 1982 : Precious Friend (with Shenandoah and Pete Seeger)
- 1986 : Someday
- 1990 : Baby's Storytime
- 1991 : All Over the World (compilation)
- 1992 : Son of the Wind
- 1992 : 2 Songs
- 1994 : More Together Again (Live with Pete Seeger)
- 1995 : Alice's Restaurant - The Massacree Revisited
- 1996 : Mystic Journey
- 1997 : This Land Is Your Land: An All American Children's Folk Classic
- 2001 : Bouncing Around the Room on Sharin' in the Groove
- 2002 : BanjoMan - a tribute to Derroll Adams
- 2005 : Live in Sydney
- 2007 : In Times Like These